# Arnold-Decker-Platz
Der Arnold-Decker-Platz ist ein Platz im Dürener Stadtteil Hoven. Er wurde nach dem Altbürgermeister der Gemeinde Mariaweiler-Hoven, Arnold Decker, benannt. Der Platz befindet sich in der Mitte von Hoven und wird deshalb seit der Umgestaltung des angrenzenden Kreisverkehrs, in dem sich die Birkesdoerfer Straße, die Böttcherstraße und die Senefelderstraße treffen, auch umgangssprachlich „die neue Hovener Mitte“ genannt. Der Platz wird hauptsächlich für Stadtteil- und Maifeste genutzt.

## Arnold Decker

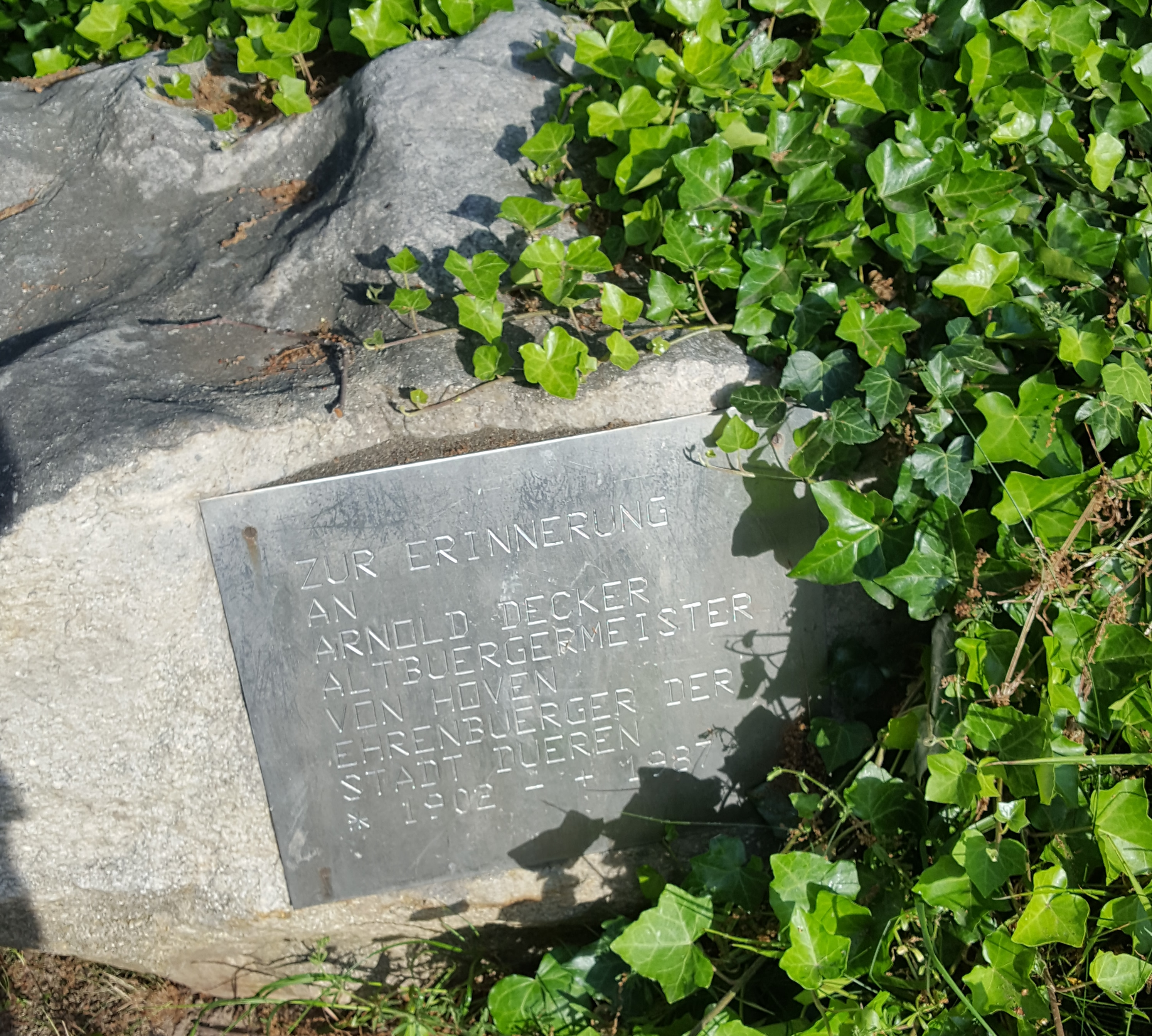
Der leicht überwucherte Gedenkstein zu Ehren von Arnold Decker

Der Namensgeber des Platzes ist Arnold Decker (* 6. März 1902 in Merken; † 10. Juni 1987 in Düren).
Seine Funktionen:
- Mitglied des Kreistages von Oktober 1956 bis 1971
- stellv. Bürgermeister der Gemeinde Mariaweiler-Hoven vom 18. November 1952 bis zum 9. November 1958
- Bürgermeister der Gemeinde Mariaweiler-Hoven vom 10. November 1958 bis zum 4. Februar 1963
- stellv. Bürgermeister der Gemeinde Mariaweiler-Hoven vom 4. Februar 1963 bis 31. Dezember 1971
- stellv. Amtsbürgermeister des Amtes Merken vom 29. November 1954 bis zum 18. Oktober 1955
- Amtsbürgermeister des Amtes Merken vom 18. Oktober 1955 bis zum 8. November 1956
- stellv. Landrat vom 5. Mai 1961 bis zum 16. Oktober 1964[1] Zudem steht ihm zu Ehren auf dem Arnold-Decker-Platz ein Gedenkstein.[1]

1969 wurde Arnold Decker zum Ehrenbürger der Gemeinde Mariaweiler-Hoven ernannt und 1971 wurde er mit dem Titel Alt-Bürgermeister der Gemeinde Mariaweiler-Hoven geehrt.
Auf dem Platz stand von 1832 bis zum Abbruch im Jahre 1977 eine Kapelle, der Vorgängerin der 1972 eingeweihten Pfarrkirche (Herz-Jesu-Kirche).

## Bürgerinitiative „Die neue Mitte“

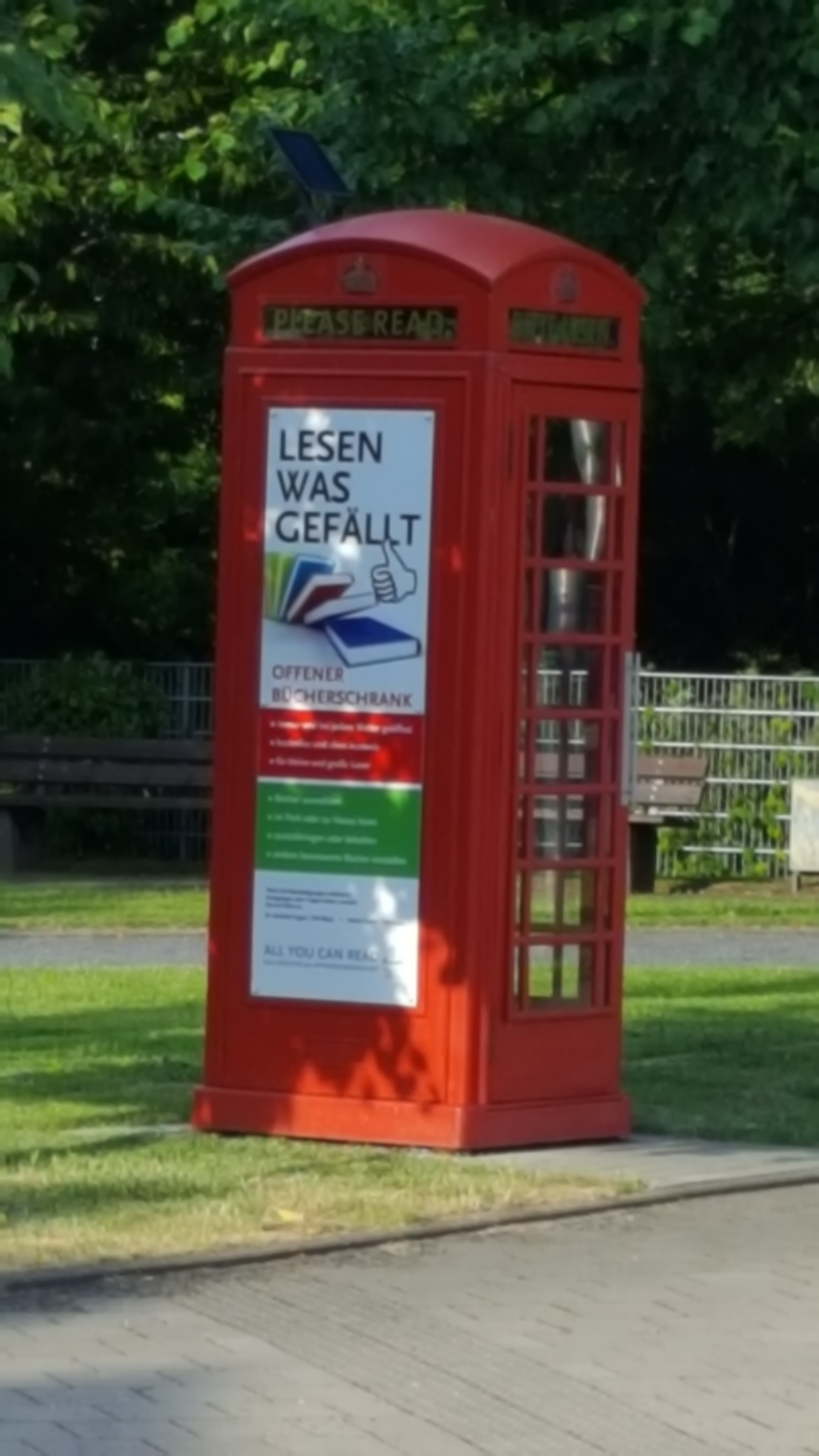
Der öffentliche Bücherschrank in Form einer britischen Telefonzelle auf dem Arnold-Decker-Platz.

Die Bürgerinitiative „Die neue Mitte“ veranstaltet seit ihrer Gründung regelmäßig Veranstaltungen auf dem Arnold-Decker-Platz. Außerdem verfolgt diese regelmäßig Bemühungen, den Platz weiterzuentwickeln. So wurden seit dem Jahre 2006 folgende Ideen umgesetzt:
- Ein öffentlicher Bücherschrank in der Form einer typisch roten englischen Telefonzelle. Hier können eigenverantwortlich und kostenlos Bücher ausgeliehen, abgegeben und getauscht werden.
- Ein Boulodrome, welcher den häufig nicht genutzten Platz beleben soll. Hier finden regelmäßig Boule-Turniere statt.
- Eine Sinnesliege. Diese wurde im Juni 2017 eingeweiht.